# Falko Hennig

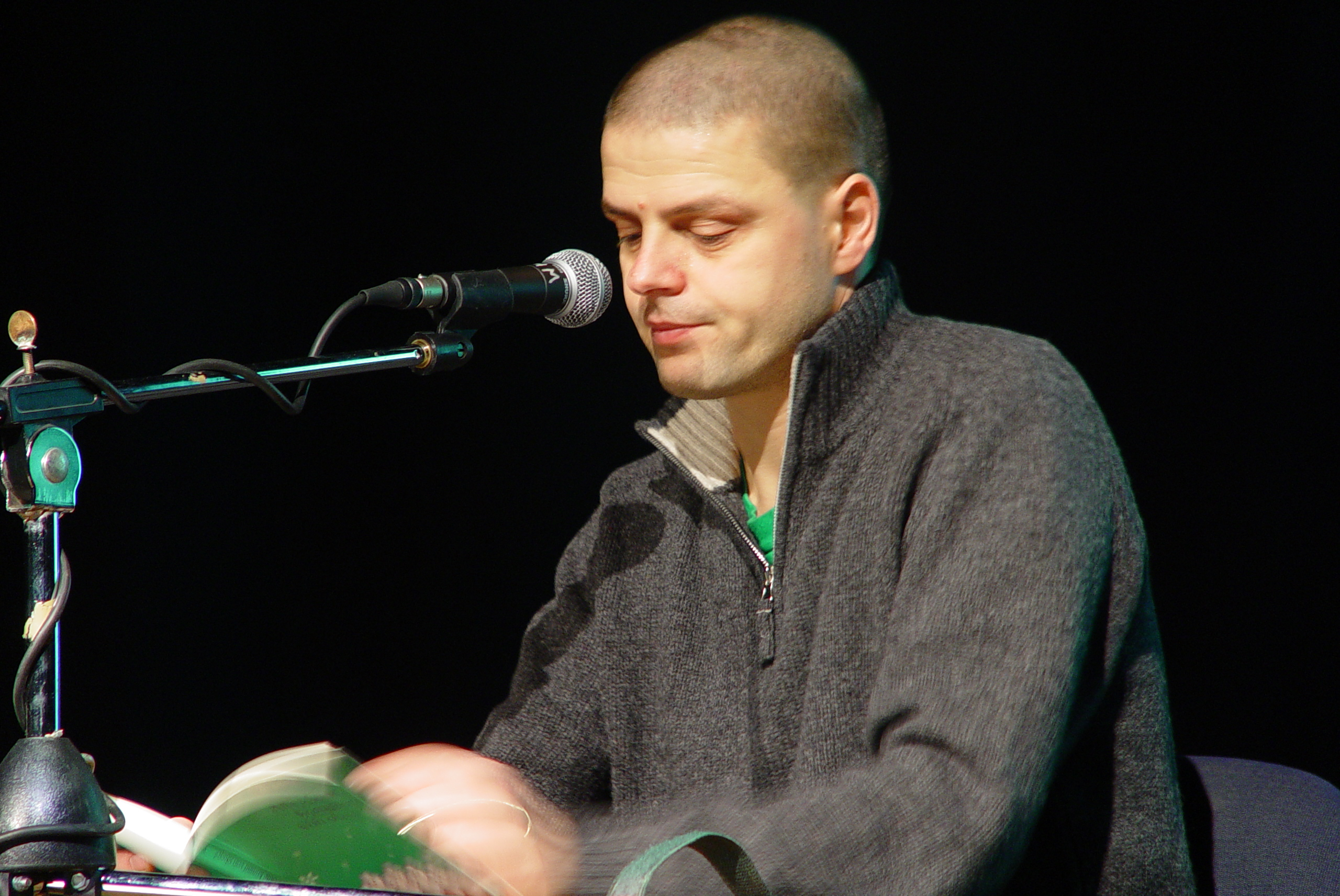
Falko Hennig (2004)

Falko Hennig (* 22. Oktober 1969 in Berlin) ist ein deutscher Schriftsteller, Journalist und Bühnenkünstler.

## Leben
Falko Hennig wuchs in Ludwigsfelde und Rangsdorf auf. Neben einer Schriftsetzerlehre beim Ministerium für Nationale Verteidigung (1986–1988) begann er sein Abitur an der Abendschule, das er 1988 ablegte. Von 1988 bis 1998 arbeitete er unter anderem als Taxifahrer, Bauarbeiter, Pförtner, Touristenführer, Aktmodell und Fabrikarbeiter. Ab 1991 war er Redakteur für die Studentenzeitung der Berliner Humboldt-Universität UnAUFGEFORDERT, damit verbunden erschienen erste Veröffentlichungen. Seit 1994 folgten Kolumnen und Artikel für Zeitungen und Zeitschriften, u. a. Scheinschlag, die tageszeitung, Salbader., Titanic, Frankfurter Rundschau, Hebammen-Info, NRC Handelsblad, junge Welt, FAZ und Berliner Zeitung.
Seit 1995 ist er ständiges Mitglied der Reformbühne Heim & Welt. Er tritt außerdem auf den Berliner Lesebühnen auf.
1996 gründete er die Berliner Charles-Bukowski-Gesellschaft und ist deren Vorsitzender. Außerdem ist er Mitinitiator (1997) des Radio Hochsee. 1997/98 arbeitete er an dem Roman Alles nur geklaut, woraus sich eine Förderung durch Walter Kempowski ergab. Daraus entwickelte sich 1999 eine „sehr geringfügige“ Mitarbeit an Kempowskis Alkor, Das Echolot und an Ortslinien sowie an den Literaturseminaren des norddeutschen Autors. Dort perfektionierte er seine „Manie des Tagebuchführens“, die bei seinen öffentlichen Auftritten und Lesungen „berüchtigt“ ist.
Seit 2000 ist er freiberuflicher Buchautor, Journalist und Vortragsreisender. 1999 war Hennig Stipendiat in der Autorenwerkstatt des Literarischen Colloquiums Berlin, 2002 und 2003 bei der Akademie Schloss Solitude bei Stuttgart. Im März 2002 wurde ihm der Fünf Finger Buchpreis verliehen, ein Wanderpokal, der aus einer bronzierten Hand besteht.
2007 gründete er zusammen mit Jochen Schmidt die Weltchronik.
2009 arbeitete er an einer Jubiläumsschrift zum 300. Geburtstag des Berliner Krankenhauses Charité mit und veröffentlichte 2010 ein Buch mit skurrilen Geschichten aus der Historie des Krankenhauses. Ende November 2010 wurden ihm vom Klinikum Plagiate in dem offiziellen Jubiläumsbuch vorgeworfen. Die Charité zog die Jubiläumsschrift zurück und leitete rechtliche Schritte ein, die Anfang April 2012 mit einem Vergleich beigelegt wurden.
Falko Hennig ist verheiratet, hat zwei Töchter aus einer früheren Beziehung und lebt in Berlin. Er ist aktives Mitglied der Autoren-Fußballnationalmannschaft Autonama.

## Werke
- Gastronomie in der Krise: Kellnerstücke. Wilson, Berlin 1998, ISBN 3-9806095-5-3.
- Alles nur geklaut. Maro Verlag, Augsburg 1999, ISBN 3-87512-246-1.
- Trabanten. Piper, München/Zürich 2002, ISBN 3-492-04381-X.
- Radio Hochsee. Piper, München/Zürich 2004, ISBN 3-492-27063-8.
- Springfield auf Trip: Rausch, Wahn und Halluzinationen in den „Simpsons“. Pieper and the Grüne Kraft, Löhrbach 2004, ISBN 3-930442-72-8.
- 100 % Berlin: Was drin ist, was dran ist, was in ist. Knesebeck, München 2008, ISBN 978-3-89660-508-5.
- Der Eisbär in der Anatomie: Geschichten aus 300 Jahren Charité. Eulenspiegel, Berlin 2010, ISBN 978-3-359-02262-6.
- Rikscha Blues. Omino, Berlin 2018, ISBN 978-3-95894-098-7.
- Ein Yankee an Kaiser Wilhelms Hof: Pataphysique. Omino, Berlin 2023, ISBN 978-3-95894-246-2.

Als Herausgeber:
- Falko Hennig (Hrsg.): Volle Pulle Leben: 10 Jahre Reformbühne Heim & Welt. Goldmann, München 2005, ISBN 3-442-54228-6.
- Falko Hennig (Hrsg.): 10 Jahre Reformbühne Heim & Welt: Die historischen Tondokumente. Reptiphon, Merenberg 2005, ISBN 3-9809464-8-7.

Als Auftragsschreiber:
- Karl Max Einhäupl, Detlev Ganten, Jakob Hein (Hrsg.): 300 Jahre Charité – Im Spiegel ihrer Institute. de Gruyter, Berlin 2010, ISBN 978-3-11-020256-4. (Publikation zurückgezogen.)